# Thomas Wyatt

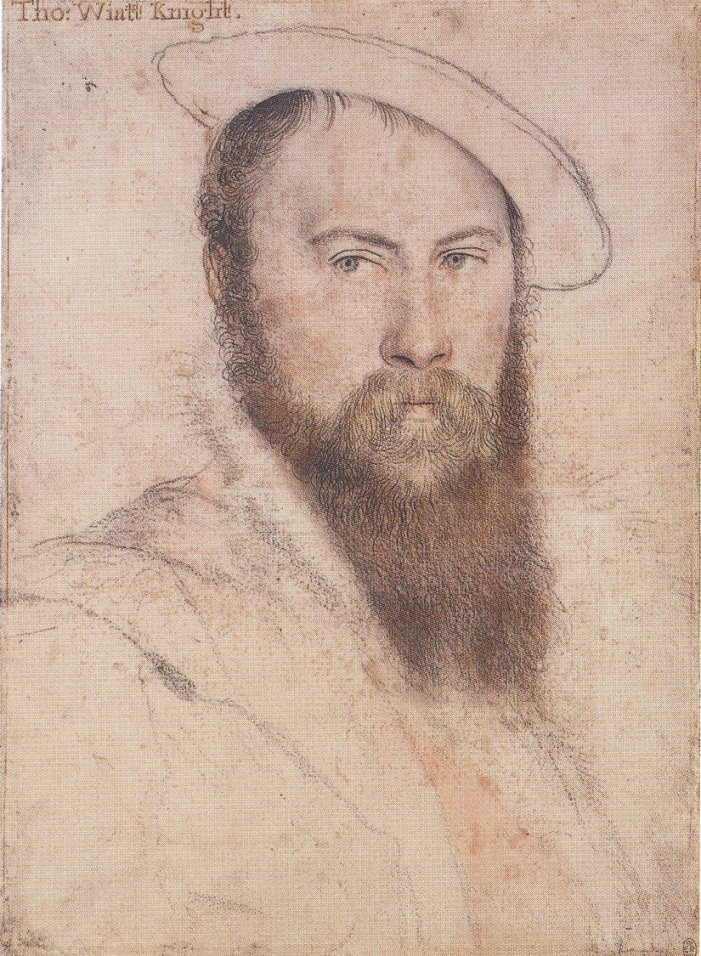
Thomas Wyatt

Sir Thomas Wyatt (1503 - 11 de outubro de 1542) foi um poeta inglês que viveu no século XVI.

## Vida
Thomas nasceu no castelo de Alligton, no norte de Maidstone, em Kent, apesar da sua família ser original de Yorkshire. Thomas foi um dos 5 filhos de Henry Wyatt. Sir Thomas estudou no St John's Colledge, em Cambridge. Depois de acabar os estudos, foi para a corte do rei Henrique VIII de Inglaterra, onde o pai tinha um cargo de confiança.
Em 1521, Sir Thomas casou-se com Elizabeth Brooke (1503 – 1560), irmã do 9.º Barão de Cabham, George Brooke (c. 1497-1558). Um ano depois Thomas Wyatt teve o seu primeiro filho Thomas Wyatt, o filho, mais conhecido por ter sido o líder rebelde durante o reinado da rainha Maria I, e mais tarde também tiveram uma filha chamada Anne.
Thomas Wyatt separou-se da esposa, por causa da mulher o trair com outros homens. Depois de ter conhecido Ana Bolena antes de ela ter a sua relação com o rei Henrique VIII e, segundo alguns dizem, de se ter apaixonado por ela, ele também conheceu a sua amante e musa Elizabeth Durrell. Elizabeth Durrel deu a Thomas Wyatt três filhos Henry (que morreu ainda na infância), Francis e Edward.
Sir Thomas acompanhou Sir John Russel a Roma para ajudar com o pedido de anulamento do casamento do rei Henrique VIII com Catarina de Aragão, que foi feito ao Papa Clemente VII, para que assim o rei pudesse casar livremente com Ana Bolena. De acordo com algumas fontes, Thomas Wyatt foi capturado pelo exército do imperador Carlos V da Alemanha, quando estes invadiram Roma e fizeram prisioneiro o Papa em 1527. Mas Thomas Wyatt conseguiu fugir e voltou para Inglaterra.
Sir Thomas também acompanhou o rei e Ana Bolena a Calais onde passariam algum tempo juntos. Em janeiro de 1533, Ana Bolena disse a Thomas que tinha um desejo repentino por maçãs e foi então que o rei pensou que Ana estaria grávida. E foi assim que a corte descobriu que Ana bolena e Henrique já estavam casados. Na coroação de Ana Bolena, Thomas fez o papel de Chefe Ewer. Thomas e Ana tinham uma forte relação de amizade.
Em 1535, Sir Thomas foi condecorado cavaleiro. Em Maio de 1536 foi preso na Torre de Londres, por ter tido uma discussão com o cunhado do rei, Charles Brandon, e principalmente por ser considerado um dos 7 suspeitos de ser amante de Ana Bolena. Na sua estadia na Torre, Thomas assistiu da janela da cela à execução dos 5 homens condenados por serem amantes de Ana Bolena, e da própria Ana Bolena, em 19 de maio de 1536. Foi libertado mais tarde nesse ano devido à sua amizade, ou à amizade do pai, com Thomas Cromwell e retornou aos seus deveres. Thomas escreveu um poema sobre a experiência que teve na Torre de Londres e declarou que na sua opinião Ana era inocente.
Em 1540, Thomas foi de novo acusado de traição, mas graças à quinta esposa do rei Henrique VIII, Catarina Howard, foi-lhe concedido o perdão completo e Thomas continuou com as suas funções de embaixador que já anteriormente tivera. E também, em 1540, o rei Henrique VIII obrigou Thomas Wyatt e Elizabeth Brooke a reconciliarem-se. Em 1542 pensa-se que Elizabeth Brooke teve um caso com o próprio rei.
Nove dos seus poema foram publicados durante a sua vida. Ele e Henry Howard foram os primeiros a usar a forma do soneto em Inglaterra. Thomas escreveu vários poemas de amor e acredita-se que muitos deles foram sobre Ana Bolena como o poema "Whoso list to hunt" e também sobre Elizabeth Darrell, sua amante.
Thomas Wyatt está supultado na Abadia de Sherborne, em Dorset.